# En handfull bly för sheriffen
En handfull bly för sheriffen (eng. Death of a Gunfighter) är en amerikansk långfilm från 1969 i regi av Don Siegel och Robert Totten, med Richard Widmark, Lena Horne, Carroll O'Connor och David Opatoshu i rollerna. Filmen var den första där pseudonymen Alan Smithee användes, då ingen av regissörerna ville ha sitt namn på filmen.

## Handling
Filmen utspelar sig runt sekelskiftet i början av 1900-talet i staden Cottonwood Springs i Texas. Sheriffen Frank Patch (Richard Widmark) är en sheriff av den gamla skolan i en stad som håller på att moderniseras. När Parch dödar en suput i självförsvar tycker invånarna att det är dags för sheriffen att avgå. Patch vägrar, när han tog jobbet fick han ett löfte att han fick stanna så länge han ville. Stadens styrande män bestämmer sig då för att enda sättet att bli av med Patch är med våld.

## Rollista
| Richard Widmark   | – Marshal Frank Patch |
| Lena Horne        | – Claire Quintana     |
| Carroll O'Connor  | – Lester Locke        |
| David Opatoshu    | – Edward Rosenblum    |
| Kent Smith        | – Andrew Oxley        |
| Jacqueline Scott  | – Laurie Mills        |
| Morgan Woodward   | – Ivan Stanek         |
| Larry Gates       | – Mayor Chester Sayre |
| Dub Taylor        | – Doc Adams           |
| John Saxon        | – Lou Trinidad        |
| Darleen Carr      | – Hilda Jorgenson     |
| Michael McGreevey | – Dan Joslin          |
| Royal Dano        | – Arch Brandt         |
| Jimmy Lydon       | – Luke Mills          |
| Kathleen Freeman  | – Mary Elizabeth      |

## Alan Smithee
Pseudonymen Alan Smithee skapades för den här filmen. Under inspelningen var huvudrollsinnehavaren Widmark missnöjd med regissören Robert Totten. Totten byttes därmed ut mot Don Siegel. Efter att filmen slutförts uppskattade Siegel att Totten filmat i 25 dagar och han själv i 9-10 dagar. I slutversionen av filmen bidrog de med ungefär lika mycket material. Men Siegel gjorde klart att det var Widmark snarare än någon av regissörerna som hade varit den som lett inspelningen. När filmen var slutförd ville varken Siegel eller Totten ha sitt namn knutet till den. Directors Guild of America undersökte och kom fram till att filmen inte representerade någon av regissörernas visioner.
Det första förslaget var att det påhittade namnet "Al Smith" skulle anges som regissör, men det bedömdes vara ett för vanligt namn som redan användas inom filmindustrin. Efternamnet byttes till "Smithe" och sen till "Smithee" vilket var tillräckligt distinkt för att undvika förväxling, utan att tilldra sig någon större uppmärksamhet. Kritikerna prisade filmen och dess "nya" regissör, bl.a. skrev Roger Ebert:
| ” | Director Allen Smithee, a name I'm not familiar with, allows his story to unfold naturally. | „ |